# Chruślina-Kolonia
Chruślina-Kolonia – kolonia w Polsce położona w województwie lubelskim, w powiecie opolskim, w gminie Józefów nad Wisłą.
W latach 1975–1998 miejscowość administracyjnie należała do ówczesnego województwa lubelskiego.
Kolonia stanowi sołectwo gminy Józefów nad Wisłą. Według Narodowego Spisu Powszechnego z roku 2011 kolonia liczyła 139 mieszkańców.